# Ràfels
Ràfels és una vila i municipi de parla catalana de la Franja de Ponent, al Matarranya, declarada conjunt històric artístic. Assentat sobre la cresta d'un turó rocós, a 627 metres d'altitud, entre els rius Guadalop i Tastavins, el poble de planta triangular, amb les seves fortes portes i porxos, constitueix una de les imatges més espectaculars de l'urbanisme medieval hispà.

## Economia
La principal font econòmica és l'agricultura, tenint l'olivera i l'ametller com a exemples més importants. Lo poble resplendeix especialment a l'estiu, gràcies a les segones residències de tortosins, barcelonins, etc., que van a passar-hi les seves vacances.

## Patrimoni arquitectònic
Ràfels té una església parroquial del s. XIV, dedicada a la Mare de Déu de l'Assumpció s'alça en un extrem de la plaça Major, dissenyada en forma d'L, la qual els rafelsins anomenen de manera afectuosa, Assumpta, edifici que fou incoat Bé d'Interès Cultural l'any 1983. Mostra un disseny un xic hermètic, perquè es va aixecar amb la finalitat d'albergar-ne una altra anterior, tal com confirmen les troballes realitzades durant la consolidació del paviment amb l'aparició de centenars de tombes medievals. A la cornisa exterior sota el ràfec, hi ha nombrosos permòdols esculpits amb escultures que criden l'atenció (una granota, un Bafomet, un penis, etc.), que pregonen l'acció d'un metre d'obres que devia treballar per al Temple. Al costat meridional, hi ha una pedra exemplarment esculpida amb l'estrella d'Occitània, probablement extreta d'alguna toma d'un càtar mort a Ràfels. Rafels compta amb portals del s. XVII, a més d'un castell situat a l'extrem del poble.

## Societat
Ràfels és un poble que, per la seva singular ubicació, sobre un penya-segat fluvial, i la seva seguretat espacial, acompanyat per un recinte emmurallat, devia transmetre molta seguretat a algunes famílies d'occitans durant el segle xiii; els cognoms de determinades famílies actual pregonen un origen occità. Es diu que el jardí botànic que té la població, enfront del Molí de l'Hereu, és una iniciativa medieval de cultiu de plantes aromàtiques, de tradició occitana.
Les festes patronals són lo primer diumenge d'agost.

## Clima
Lo clima és mediterrani de tendència continental. Predominen los pins, matolls i d'altres espècies que es poden visitar al jardí botànic del poble.
La temperatura mitjana anual és de 12,6° i la precipitació anual, 450 mm.